# (264) Либусса
(264) Ли́бусса (чеш. Libuše) — один из типичных астероидов главного пояса, который принадлежит к светлому спектральному классу S.

## История открытия
Астероид был открыт 22 декабря 1886 года германо-американским астрономом К. Г. Ф. Петерсом в обсерватории Литчфилд, расположенной вблизи города Клинтон, штат Нью-Йорк, США и назван в честь легендарной основательницы чешской королевской династии Либуссы.

## Орбитальные характеристики
Данный астероид расположен во внутренней части главного пояса на расстоянии 2,80 а. е. от Солнца. Поскольку он движется по практически круговой орбите с довольно небольшим эксцентриситетом близким к 0,13, его расстояние от Солнца меняется не очень сильно, примерно от 362,236 млн км в перигелии до 475,091 млн км в афелии.

Орбита астероида Либусса и его положение в Солнечной системе
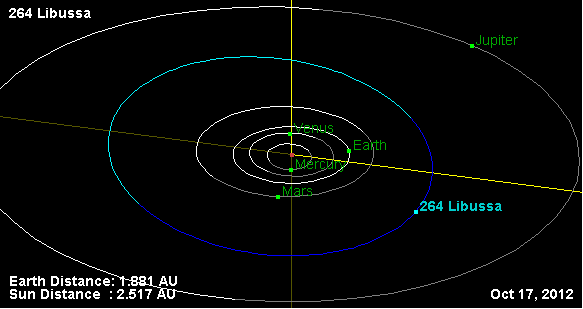
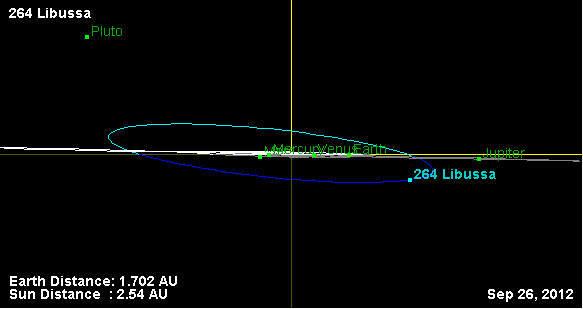

Один оборот астероид совершает примерно за 1710 суток, что составляет чуть более 4 лет и 8 месяцев.

## Физические характеристики
Диаметр астероида относительно небольшой, всего 50,48 км. Его поверхность очень светлая, с альбедо, равным 0,2971, что говорит о его принадлежности к силикатным астероидам класса S. Благодаря высокому альбедо абсолютная звёздная величина астероида составляет 8,42m, что достаточно много для такого небольшого астероида.
Период вращения вокруг своей оси составляет чуть больше 9 часов и 12 минут.